# 電影配樂
電影配樂指在电影作品中出现的主题音乐。一般應配合情節發展和場景的情緒，起到烘托气氛的作用。電影配樂經常與原聲帶混淆不清，但是原聲帶還包含在影片中可聽得見的音效與對話。配樂的製作有以樂器、聲樂、樂團或電子音樂等方式製作。

## 相關
- 配樂
- 主題曲
- 副曲